# Kohei Kono
Kohei Kono (河野 公平, Kōno Kōhei) est un boxeur japonais né le 23 novembre 1980 à Tokyo.

## Carrière
Champion du Japon des poids super-mouches en 2007 et d'Asie OPBF la même année et en 2009, il échoue par deux fois en championnat du monde contre Nobuo Nashiro et Tomas Rojas avant de remporter le titre WBA de la catégorie le 31 décembre 2012 après sa victoire par KO au 4e round contre Tepparith Kokietgym. Kono est en revanche battu aux points dès le combat suivant par Liborio Solis le 6 mai 2013 mais il s'empare à nouveau du titre WBA (devenu entre-temps vacant) le 26 mars 2014 en battant par KO au 8e round Denkaosan Kaovichit. Il fait ensuite match nul face à  Norberto Jimenez le 31 décembre 2014 puis s'impose aux points contre son compatriote Kōki Kameda le 16 octobre 2015 et contre Inthanon Sithchamuang le 27 avril 2016.
Kohei Kono perd sa ceinture mondiale WBA le 31 août 2016 en s'inclinant aux points contre Luis Concepción puis en moins de 6 rounds contre son compatriote Naoya Inoue, champion WBO de la catégorie.